# Caia van Maasakker

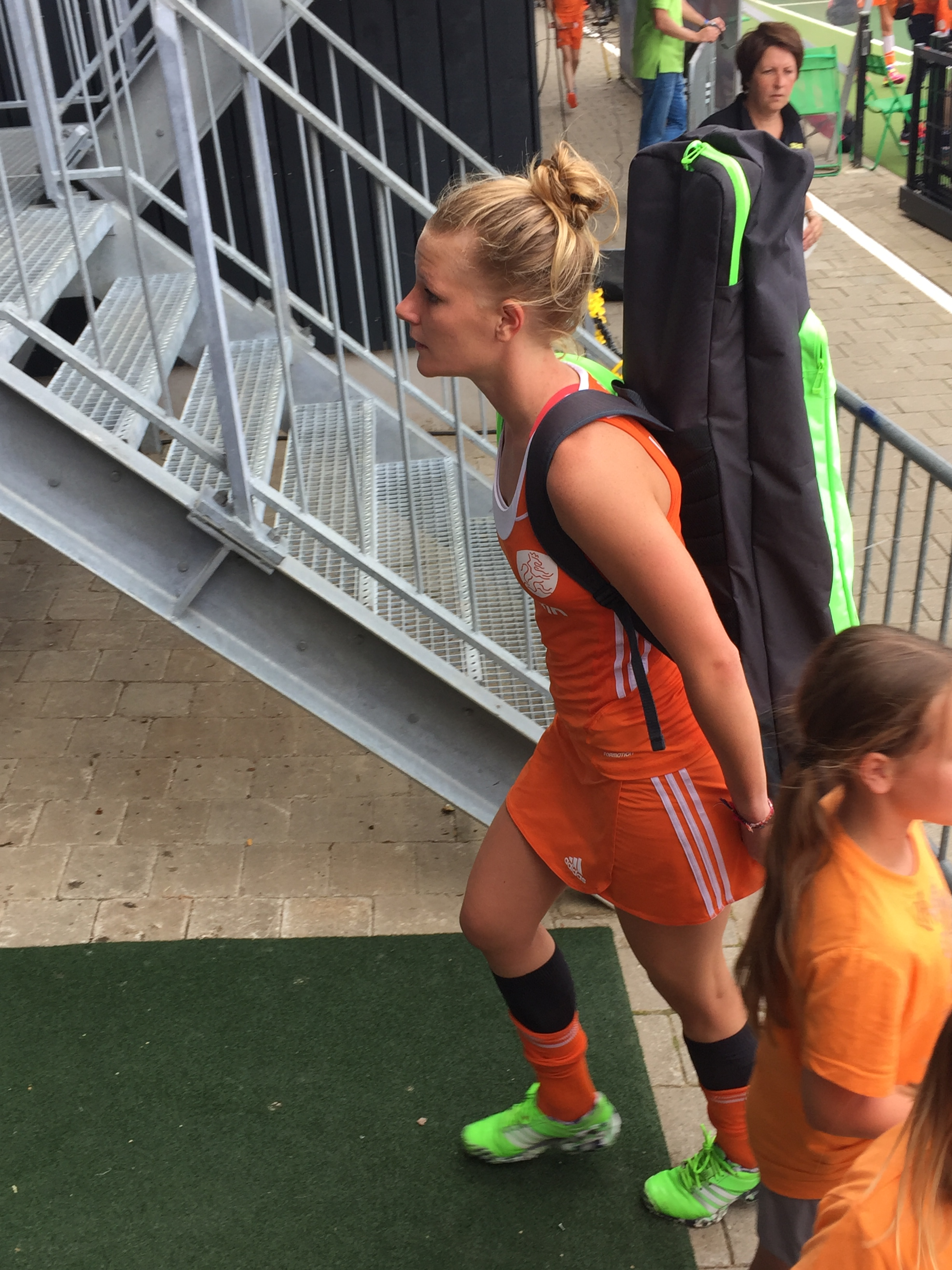
Caia van Maasakker (2016)

Caia Jaqueline van Maasakker (* 5. April 1989 in Den Haag) ist eine niederländische Hockeyspielerin. Sie war Olympiasiegerin 2012 sowie 2020 und gewann 2016 die olympische Silbermedaille. Sie war Weltmeisterin 2014 und 2018 sowie Europameisterin 2017 und 2019.

## Leben
Die 1,80 m große Caia van Maasakker vom Stichtse Cricket en Hockey Club debütierte 2011 in der Nationalmannschaft. Die Verteidigerin bestritt 212 Länderspiele, in denen sie 69 Tore erzielte.(Stand 6. August 2021)
Bei den Olympischen Spielen 2012 in London siegten die Niederländerinnen in ihrer Vorrundengruppe vor den Britinnen. Nach einem Halbfinalsieg im Shootout nach Verlängerung gegen die neuseeländische Mannschaft bezwangen die Niederländerinnen im Finale die Argentinierinnen mit 2:0. Nach einer Bronzemedaille bei der Europameisterschaft 2013 in Boom waren die Niederlande gastgebende Nation bei der Weltmeisterschaft 2014 in Den Haag. Die Niederländerinnen gewannen ihre Vorrundengruppe vor dem australischen Team, im direkten Vergleich gewannen die Niederländerinnen mit 2:0. Nach einem 4:0 im Halbfinale gegen Argentinien trafen die Niederländerinnen im Finale erneut auf die Australierinnen und siegten wieder mit 2:0. Bei der Europameisterschaft 2015 in London belegten die Niederländerinnen den zweiten Platz hinter den Engländerinnen. Caia van Maasakker war mit fünf verwandelten Strafecken erfolgreichste Torschützin des Turniers. Im Finale erzielte sie beide Treffer für die Niederländerinnen zum 2:2-Endstand. Im Shootout wurde sie nicht eingesetzt.
2016 bei den Olympischen Spielen in Rio de Janeiro gewannen die Niederländerinnen ihre Vorrundengruppe vor den Neuseeländerinnen. Nach einem 3:2 gegen die argentinische Mannschaft im Viertelfinale und einem Halbfinalsieg nach Penaltyschießen gegen die deutschen Damen trafen die Niederländerinnen im Finale auf die britische Mannschaft und unterlagen im Penaltyschießen. 2017 siegten die Niederländerinnen bei der Europameisterschaft in Amstelveen. Im Jahr darauf fand die Weltmeisterschaft in London statt. Die Niederländerinnen gewannen ihre Vorrundengruppe und bezwangen im Viertelfinale die englischen Gastgeberinnen. Nach einem Halbfinalsieg im Siebenmeterschießen gegen Australien trafen die Niederländerinnen im Finale auf die irische Mannschaft. Die Niederländerinnen gewannen das Finale mit 6:0. Caia van Maasakker erzielte im Turnierverlauf drei Treffer, darunter einen im Finale. 2019 verteidigten die Niederländerinnen ihren Europameistertitel bei der Europameisterschaft in Antwerpen. Caia van Maasakker und ihre Mannschaftskollegin Lidewij Welten waren mit je fünf Treffern die erfolgreichsten Torschützinnen des Turniers. Auch bei der Europameisterschaft 2021 in Amstelveen siegten die Niederländerinnen im Finale gegen die deutsche Mannschaft. Bei den Olympischen Spielen in Tokio gewannen die Niederländerinnen alle acht Spiele. Im Finale bezwangen sie die Argentinierinnen mit 3:1, wobei Caia van Maasakker in diesem Spiel zwei Tore erzielte.